# Barry Humphries
Pour les articles homonymes, voir Humphries.
Barry Humphries, né le 17 février 1934 à Melbourne et mort le 22 avril 2023 à Sydney,, est un humoriste, acteur, scénariste et compositeur australien. Il est le créateur des personnages de dame Edna Everage et de Sir Les Patterson. Le personnage de Dame Edna est célébrissime dans l'ensemble du monde anglo-saxon et nettement moins en dehors.  

## Biographie
Barry Humphries arrête ses études à l'université de Melbourne pour devenir rapidement un artiste connu et artisan du mouvement Dada.
Le personnage de dame Edna Everage est apparu pour la première fois dans une comédie à Melbourne en 1955. Edna Everage décroche ensuite de nombreux rôles dans des émissions télévisées en Australie, au Royaume-Uni et aux États-Unis. Elle a été la présentatrice du spectacle donné au palais de Buckingham en 2002 pour le jubilé d'or de la reine Élisabeth II et a également présenté la cérémonie de clôture des Jeux du Commonwealth de 2006 à Melbourne.
Humphries a écrit beaucoup de livres et les scénarios de plusieurs films. Il a joué pour le théâtre, le cinéma et la télévision.
Il meurt le 22 avril 2023 à Sydney, à l'âge de 89 ans.
Il est :
- officier de l'ordre d'Australie depuis 1982[8] ;
- commandeur de l'ordre de l'Empire britannique depuis 2007.

## Polémiques
Dans une interview au Daily Telegraph en 2016, Barry Humphries prend la défense de son amie Germaine Greer, philosophe et écrivaine qui décrit les femmes transgenres comme « des hommes qui se croient femmes et se font castrer » et accuse Caitlyn Jenner de n'avoir transitionné que pour voler la vedette aux autres participants du programme de téléréalité Les Kardashian. L'humoriste traite cette dernière de « crapule en quête de publicité ». Il récidive en 2018, dans une interview au Spectator, qualifiant la transidentité de mode et accusant certains enseignants d'endoctriner les enfants. Dans une autre interview la même année, défendant un autre ami, le comédien Geoffrey Rush, accusé alors de mauvaise conduite, il déclare que « tripoter une femme sur scène fait partie du job ».
La comédienne et humoriste Hannah Gadsby, recevant en 2017 le Barry Award au Melbourne International Comedy Festival, déclare être en total désaccord avec les propos du comédien. Elle enfonce le clou l'année suivante en déclarant sur Twitter : « Barry Humphries aime ceux qui détiennent le pouvoir, déteste les minorités vulnérables et a complètement perdu la capacité de sentir l'esprit du temps ». Face à la polémique, le Festival renomme son Barry Award l'année suivante.

## Filmographie

### Comme acteur
- 1966 : The Late Show (série télévisée) : Edna Everage
- 1967 : Fantasmes (Bedazzled) : Envy (Sin #3)
- 1968 : The Bliss of Mrs. Blossom : Art dealer
- 1972 : The Adventures of Barry McKenzie : Aunt Edna Everage / Hoot / Dr DeLamphrey
- 1974 : Barry McKenzie Holds His Own : Aunt Edna Everage / Dr. Meyer Delamphrey / Offensive Buck-toothed Englishman / Senator Douglas Manton
- 1974 : Percy's Progress (en) : Dr. Anderson / Australian TV Lady
- 1975 : The Great McCarthy : Col Ball-Miller
- 1975 : Side by Side : Rodney
- 1976 : The Barry Humphries Show (série télévisée) : Dame Edna Everage (unknown episodes)
- 1976 : Pleasure at Her Majesty's (TV) : Edna Everage
- 1978 : Sgt. Pepper's Lonely Hearts Club Band : Our Guests at Heartland - Dame Edna Everage
- 1978 : The Getting of Wisdom : Rev. Strachey
- 1980 : An Audience with Dame Edna Everage (TV) : Dame Edna Everage
- 1981 : Shock Treatment : Bert Schnick
- 1984 : Another Audience with Dame Edna Everage (TV) : Dame Edna Everage / Sir Les Patterson
- 1985 : Le Docteur Fischer de Genève (Dr. Fischer of Geneva) (TV) : Richard Deane
- 1987 : Les Patterson Saves the World : Les Patterson / Dame Edna Everage
- 1987 : Hurlements 3 (Howling III) : Dame Edna Everage (Academy Award presenter)
- 1988 : One More Audience with Dame Edna Everage (TV) : dame Edna Everage
- 1990 : A Night on Mount Edna (TV) : dame Edna Everage
- 1991 : The Life and Death of Sandy Stone (série télévisée) : Sandy Stone
- 1991 : Selling Hitler (feuilleton TV) : Rupert Murdoch
- 1992 : Dame Edna's Neighbourhood Watch (série télévisée) : dame Edna Everage
- 1993 : Edna Time (série télévisée) : dame Edna Everage
- 1994 : Pterodactyl Woman from Beverly Hills : Bert / Lady Shopper / Manager
- 1994 : Ludwig van B. (Immortal Beloved) : Clemens Metternich
- 1995 : Napoléon en Australie (Napoleon) : Kangaroo (voix)
- 1996 : Seriously Funny: An Argument for Comedy (feuilleton TV) : Sir Les Patterson
- 1996 : The Leading Man : Humphrey Beal
- 1997 : Dame Edna Kisses It Better (série télévisée) : dame Edna Everage
- 1997 : Bienvenue à Woop Woop (Welcome to Woop Woop) : Blind Wally
- 1997 : Spice World, le film (Spice World) : Kevin McMaxford
- 1999 : Python Night (TV) : dame Edna Everage
- 2000 : The Talk Show Story (feuilleton TV) : dame Edna Everage
- 2002 : Ally McBeal saison 5 (série télévisée) : Claire Otoms
- 2003 : Le Monde de Nemo (Finding Nemo) : Bruce (voix)
- 2003 : Dame Edna Live at the Palace (TV) : dame Edna Everage
- 2005 : Da Kath & Kim Code (TV) : John Monk
- 2009 : Mary et Max : narrateur (voix)
- 2012 : Le Hobbit : Un voyage inattendu (The Hobbit: An Unexpected Journey) : The Great Goblin

### Comme scénariste
- 1972 : The Adventures of Barry McKenzie
- 1974 : Barry McKenzie Holds His Own
- 1980 : An Audience with Dame Edna Everage (TV)
- 1984 : Another Audience with Dame Edna Everage (TV)
- 1987 : Les Patterson Saves the World
- 1990 : A Night on Mount Edna (TV)